# 완도경찰서
완도경찰서(莞島警察署, Wando Police Station)는 전라남도경찰청이 관할하는 경찰서 중 하나이다. 전라남도 완도군 완도읍 농공단지길 32(죽청리 483-28)에 위치하고 있다.
서장은 총경으로 보한다.

## 기본 정보
- 주소: 전라남도 완도군 완도읍 농공단지길 32(죽청리 483-28)
- 우편번호: 537-807

## 관할 파출소 및 지구대
완도경찰서는 11개의 파출소를 산하에 두고 있다.
| 명칭       | 사진 | 주소                       | 관할구역 | 치안센터 |
| ---------- | ---- | -------------------------- | -------- | -------- |
| 고금파출소 |      | 고금면 고금동로2길 16      | 고금면   |          |
| 군외파출소 |      | 군외면 청해진서로2100길 66 | 군외면   |          |
| 금당파출소 |      | 금당면 차우30길 3-10       | 금당면   |          |
| 금일파출소 |      | 금일읍 금일로390길 7-5     | 금일읍   |          |
| 노화파출소 |      | 노화읍 이목길 29-9         | 노화읍   |          |
| 보길파출소 |      | 보길면 보길로 1-1          | 보길면   |          |
| 소안파출소 |      | 소안면 비자19길 33         | 소안면   |          |
| 신지파출소 |      | 신지면 신지로 551          | 신지면   |          |
| 약산파출소 |      | 약산면 약산로 367          | 약산면   |          |
| 읍내파출소 |      | 완도읍 개포로 113          | 완도읍   |          |
| 청산파출소 |      | 청산면 청산로1613길 17     | 청산면   |          |

## 같이 보기
- 전라남도지방경찰청